# Юрушева Єлизавета Леонідівна
Юру́шева Єлизавета Леонідівна (24 жовтня 1987, Донецьк, УРСР) — українська підприємиця та благодійниця. Керуюча готелями «Fairmont Grand Hotel Kyiv», «Рів'єра» (Київ), власниця благодійного фонду «Обираємо майбутнє разом».
Донька українського підприємця, мультимільйонера Леоніда Юрушева, дружина телеведучого Олександра Скічка.

## Біографія
Нродилася 24 жовтня 1987 року в Донецьку в родині етнічного грека Леоніда Юрушева і його дружини Наталії.
На початку 1990-х її сім'я переїхала до Австрії. Єлизавета здобула середню освіту в Відні, вчилася в Англії.
У 2008 році закінчила Київський економічний університет ім. Гетьмана, 2011 закінчила Національний авіаційний університет.

## Підприємницька діяльність
Підприємницьку діяльність почала з розвитку бутіків одягу.
З 2009 року керує київським бутік-готелем «Рів'єра», з травня 2012 року готелем «Fairmont Grand Hotel Kyiv», які належать батьку.
Є засновницею і авторкою інтернет-видання «23-59». 2020 року з іншими підприємцями відкрила розважальний заклад «Cuba Camp».

## Благодійна діяльність
2013 року заснувала БФ «Обираємо майбутнє разом» для допомоги дітям від 0 до 3 років та підліткам 16-17 років. Фон декларує опіку над 7 закладами освіти. 2017 року фонд посів третє місце в номінації «Благодійність в освіті та науці» конкурсу «Благодійна Україна», 2018 — друге місце в номінації «Благодійна акція року».
Фонд організовує дистанційне навчання для дітей на навчально-підготовчому відділенні Педагогічного університету ім. Драгоманова.
2018 — завдяки підтримці Єлизавети Юрушевої втілено проєкт «Коли картини заговорять», аудіогід за участю зірок українського шоу-бізнесу для Національного художнього музею України.
У 2019 році Юрушева підтримала грошима соціальний проєкт «Дзвінок у 1986» до Дня ліквідатора. У Національному музеї «Чорнобиль» представили аудіоархів історичних свідчень, розказаних безпосередньо очевидцями та учасниками подій під час аварії на ЧАЕС.

## Визнання
- У 2015 році визнана Людина року у номінації «Нова генерація року»[13]
- Протягом 2013, 2014, 2018 років є однією зі 100 найвпливовіших жінок України за версією журналу Фокус[14][15]
- 2015 — Best Fashion Awards, номінація «Натхнення»[16]
- 2017 — Elle Style Awards «Бізнес-леді року» від журналу «Elle»[17]
- золота медаль «Михайло Петрович Драгоманов» від Національного педагогічного університету ім. Драгоманова[18]

## Особисте життя
- Батько Леонід Юрушев — громадянин Греції, мультимільйонер, власник компаній, що працюють у сферах: деревообробна, девелоперська, машинобудування, готельний бізнес[3]
- Мати Наталія Юрушева — співзасновниця і бенефіціарка у компаніях чоловіка[19]
- Перший чоловік — громадянин Австрії, Давид Конігсхофер, одружилися 2005 року[20], згодом розлучилися, у шлюбі народила сина Даніеля (2007)
- з 2017 року — другий чоловік телеведучий і політик Олександр Скічко[21], виховують спільних доньок Наталію (2015) та Ганну (2022).
- Старша сестра Анастасія має частку в сімейному бізнесі, генеральний директор готелю InterContinental Kyiv.[22]